# قرار مجلس الأمن التابع للأمم المتحدة رقم 1941
قرار مجلس الأمن التابع للأمم المتحدة رقم 1941، المتخذ بالإجماع في 29 سبتمبر 2010، بعد التذكير بجميع القرارات السابقة بشأن الوضع في سيراليون، ولا سيما القرار 1886 (2009)، مدد المجلس ولاية مكتب الأمم المتحدة المتكامل لبناء السلام في سيراليون حتى 15 سبتمبر 2011.

## القرار

### أعمال
تمديد ولاية مكتب الأمم المتحدة المتكامل لبناء السلام في سيراليون لمدة اثني عشر شهرًا إضافية، تم تكليفه أيضًا بالتركيز على:
(أ) تقديم المساعدة لانتخابات عام 2012؛
(ب) تعزيز جهود منع نشوب النزاعات والتخفيف من حدتها، والحوار بين الأحزاب السياسية؛
(ج) مساعدة الحكومة والمؤسسات في معالجة بطالة الشباب؛
(د) تعزيز الحكم الرشيد وسيادة القانون وحقوق الإنسان؛ مكافحة الاتجار غير المشروع بالمخدرات والفساد والجريمة المنظمة وغسيل الأموال. المساعدة في مراقبة الحدود.
تم حث حكومة سيراليون على مكافحة الفساد وتعزيز المساءلة وإصلاح الحكم الرشيد وتنمية القطاع الخاص بمساعدة مكتب الأمم المتحدة. ويلزم بذل مزيد من الجهود لتعزيز تكامل وفعالية جهود الأمم المتحدة على أرض الواقع، وطُلب من الأمين العام أن يقدم تقريرا عن تحقيق المعايير بما في ذلك انتقال مكتب الأمم المتحدة إلى فريق قطري. طُلب منه تقديم تقرير كل ستة أشهر عن التقدم المحرز.
وشدد المجلس على أن الحكومة مسؤولة عن بناء السلام والأمن والتنمية طويلة المدى للبلاد. وعلاوة على ذلك، تمت دعوتها إلى تعزيز الوحدة الوطنية والمصالحة، في حين تم الإشادة بها لاعترافها بدور المرأة في منع النزاعات وبناء السلام.